# Siri Kolu
Siri Kolu (Kouvola, 1972. július 18. –) finn írónő, színjátszást oktató tanár, dramaturg, jelenleg Helsinki mellett, Vantaa-ban él. Végzettsége szerint drámaoktató, a színházművészet mestere és oktatója.

## Díjai
2009-ben megnyerte az Otava Kiadó és a Kinoproduct RT által meghirdetett irodalmi versenyt, a Mi, Banditáék (Me Rosvolat) című regényével, és a következő évben, ugyanezzel a regénnyel a Finlandia Ifjúsági díjat is. 2012-ben megkapta az Otava Kiadó Kaarina Helakisa-díját.

## Regényei
- Metsänpimeä, Otava 2008
- Me Rosvolat, Otava kiadó, 2010 (Mi, Banditáék). A könyv kiadási jogát jelenleg tizenkét ország vásárolta meg, többek között Hollandia, Korea, Norvégia, Franciaország, Németország, Dánia, Magyarország, Észtország, Svédország. A regény alapján film készül, amit 2012 végén készültek bemutatni.
- Me Rosvolat ja Konnakaraoke, Otava kiadó, 2011 (Mi, Banditáék és a rablókaraoke). A könyv jogait többek között Németország, Hollandia és Magyarország vásárolta meg.
- Me Rosvolat ja Iso-Hemmin arkku, Otava kiadó, 2012

## Magyarul
- Mi, Banditáék; ford. Szakonyi Csilla; Móra, Bp., 2012
- Mi, Banditáék és a rablókaraoke; ford. Szakonyi Csilla; Móra, Bp., 2013
- Belső félelem; ford. Bába Laura; Cerkabella, Szentendre, 2023
- F. B. Feltétlen barátok; ford. Bába Laura; Cerkabella, Szentendre, 2024

## Egyéb munkássága
Siri Kolu több drámapedagógiával és gyerekirodalommal foglalkozó tanulmány szerzője, alkalmazott dráma és dramaturgia tanárkánt dolgozik a Helsinki Metropolia Iparművészeti Főiskolán. (Helsinki Metropolia University of Applied Sciences).
Foglalkozik rendezéssel, forgatókönyvírással, dramaturgiával, színjátszással, valamint tagja az Egyetemi Színpadnak. (Ylioppilasteatteri).
Részt vett egy tapasztalati (élményszerű) könyvbemutató (book-talk) előadás koncepciójának, az Élő Irodalom (Kirjallisuus-live) létrehozásában. A Next-Libri csoport több tucat iskolába látogatott el már ezzel a dramaturgiai könyvbemutató (book-talk) előadással.

## Fordítás
- Ez a szócikk részben vagy egészben  a   Siri Kolu című finn Wikipédia-szócikk fordításán alapul.  Az eredeti cikk szerkesztőit annak laptörténete sorolja fel. Ez a jelzés csupán a megfogalmazás eredetét és a szerzői jogokat jelzi, nem szolgál a cikkben szereplő információk forrásmegjelöléseként.